# Хана Сенеш
Хана Сенеш (угор. Szenes Hanna; нар. 17 липня 1921, Будапешт, Угорщина — пом. 7 листопада 1944, Будапешт, Угорщина) — угорська і єврейська поетеса, партизанка Другої світової війни, національна героїня Ізраїлю.

## Біографія

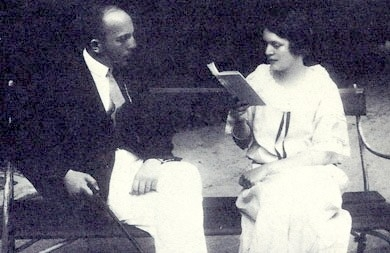
Батьки Хани — Бела та Каталін Сенеш

### Родина
Хана Сенеш народилась 17 липня 1921 року в Будапешті в родині з літературними традиціями.
Її батько — Бела Сенеш (ім'я при народженні Самуїл Шлезінгер, 1894—1927) — був письменником і драматургом.
Брат батька — угорський поет і перекладач Андор Сенеш (1899—1935), батько письменника, драматурга і поета-пісняра Івана Сенеша (1924—2010, його дочка Андреа Сенеш — телеведуча).
Мати — Каталін Сенеш (Szenes Kató, уроджена Каталін Зальцбергер, 1896—1992) — народилась у поселенні Яношхаза у Західній Угорщині. Її батьки — Фаль Зальцбергер (уроджена Йозефіна Апфель, 1867—1937) і Леопольд Зальцбергер (1851—1905) були добре освіченими людьми, цікавились музикою та літературою.
Каталін після завершення навчання у Відні 1919 року вийшла заміж за Белу Сенеша. Вони належали до середнього класу, в них був дім в Будапешті. Син Д'ьордь (Гіора) народився за рік до Хани, у 1920 році. 26 травня 1927 року Бела Сенеш помер від сердцевого нападу, і Каталін ростила дітей одна. Йозефіна (в домі її називали «бабуся Фіна») мешкала разом із родиною Сенеш, і Хана була дуже прив'язана до неї. Бабуся померла 28 липня 1937 року.

### Дитинство в Угорщині та Освіта

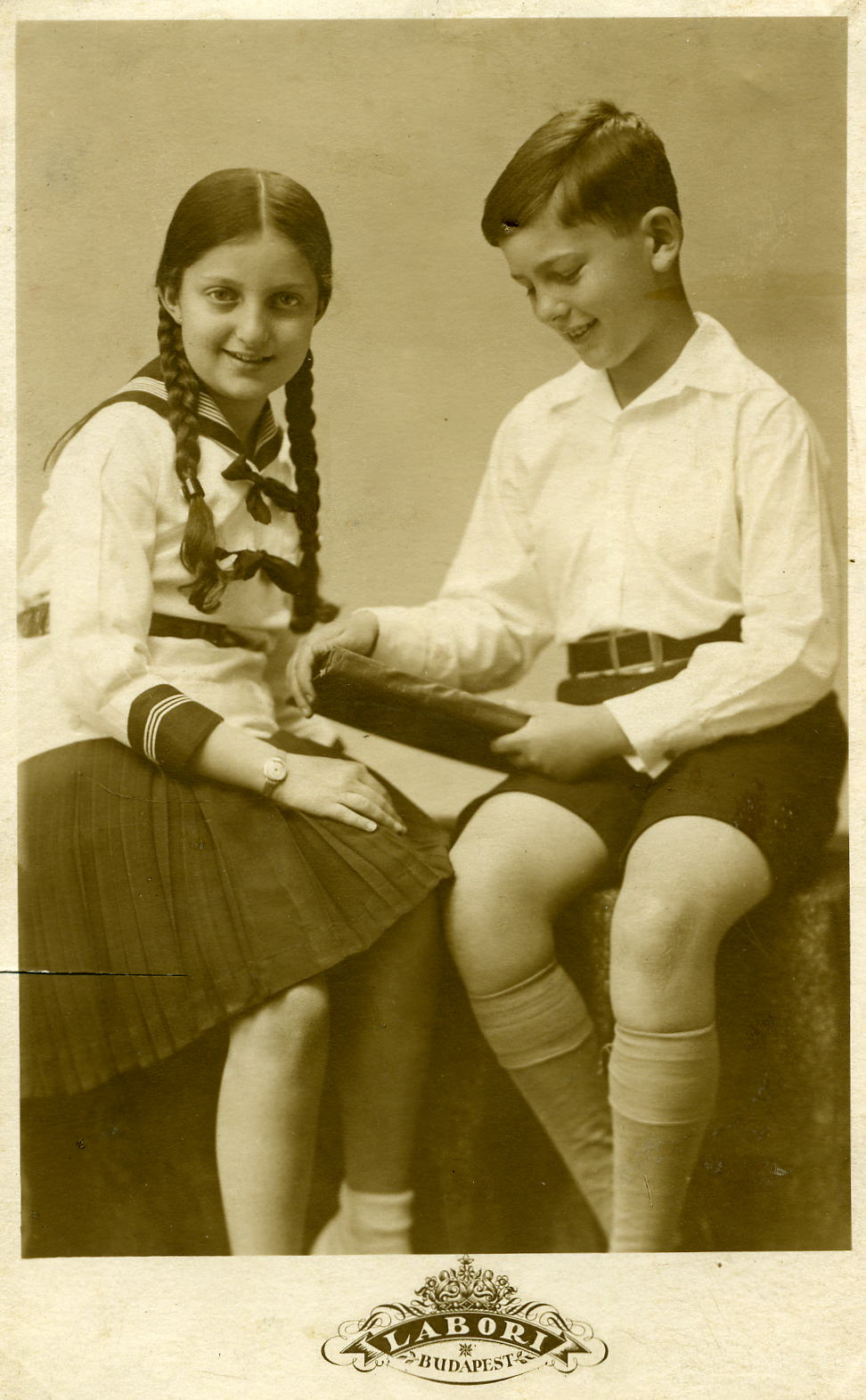
Хана і Гіора Сенеш, Будапешт, 1933

Хана почала писати вірші у 6 або 7 років. В одній із місцевих газет її назвали «великою надією угорської поезії». У 1934 році в 13 років Хана почала вести щоденник, у якому занотовувала свої вірші та роздуми про життя. До квітня 1939 року вона писала угорською, потім упереміш на івриті та угорській. Після переїзду до Палестини з липня 1940 року повністю перейшла на іврит. У тому ж році з'явився перший вірш на івриті. Щоденник Хана вела до 1943 року.
У 1931 році дівчина закінчила з відзнакою початкову школу і поступила в жіночу гімназію. Враховуючи літературний талант дівчинки, їй зробили знижку в оплаті за навчання. З 11 років Хана допомагала готувати уроки подругам, а потім зайнялася репетиторством.
1937-го року Сенеш була обрана головою шкільного літературного гуртка, але під тиском учнів, які вважали, що таку посаду може обіймати тільки християнка, результати виборів відмінили. Це дуже на неї вплинуло. 16 вересня Сенеш записала в щоденнику:
|  | Якби я до цього не була обрана, я не сказала б ні слова. Але в даному випадку мені було завдано відкриту образу. Я вирішила не брати участь більше в роботі гуртка і не цікавитися його справами |

У 1938-му брат Гіора Сенеш поїхав отримувати вищу інженерну освіту до Франції в Сорбонну. Планувалося, що він буде вчитися у Відні, але до цього моменту Австрія була окупована нацистами. Хана була засмучена його від'їздом, але підтримала брата.
Будучи ще підлітком, Хана читала класичну та сучасну літературу і записувала в щоденнику свої враження. Зокрема, вона читала С. Цвейга, Достоєвського, Л. Толстого, Т. Манна і угорських письменників. Одночасно вона міркувала про політику і долю єврейського народу.
Ці роздуми в атмосфері наростаючого антисемітизму в Угорщині привели до того, що Хана стала переконаною сіоністкою, вчила іврит і брала участь у діяльності єврейських громадських організацій. Реалізація сіоністської ідеї про створення єврейської держави стала для неї найважливішою справою її життя. На формування її переконань вплинув головний рабин Будапешта Імре Беночовскі. Гімназію Сенеш також закінчила з відзнакою і була готова до репатріації. У березні 1939 року вона отримала запрошення продовжити навчання у сільскогосподарській школі для дівчат в Палестині.
17 липня 1939 року Сенеш написала в щоденнику:
|  | "Є лише одне місце на землі, де ми не біженці і не емігранти. Це місце — наш будинок, Ерец-Ісраель" |

### В Ерец-Ісраель

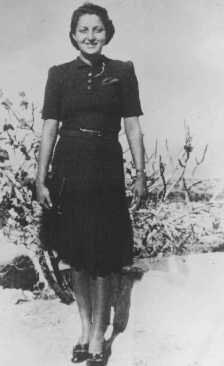
Хана Сенеш в день прибуття до Британської Палестини, 19 вересня 1939 року

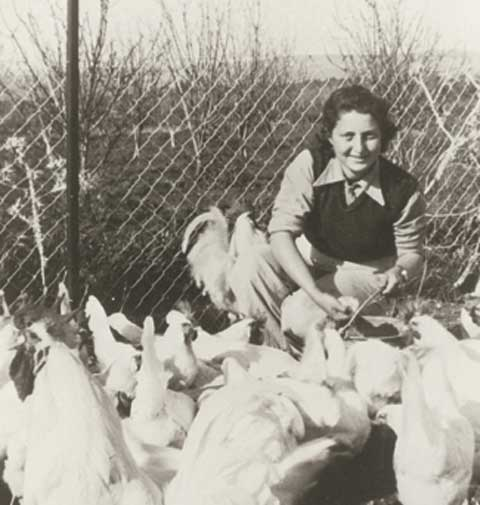
Хана Сенеш у сільськогосподарській школі «Нахалаль», 1941

19 вересня 1939 року в 18 років самостійно перебралася в Ерец-Ісраель, де повністю перейшла на іврит. 21 вересня вона поступила в сільськогосподарську школу «Нахалаль». Вона стала сіоністкою, стала вивчати іврит, брати участь в діяльності єврейських громадських організацій.
Колишній в'язень Аушвіцу Ференц Патакі стверджує, що в цей період він жив у Палестині і вони з Ханою були закохані один в одного, проте у щоденнику Хани немає підтвердження цій інформації. Вона писала, що ніяких серйозних почуттів поки що ні до одного зі своїх знайомих не відчувала.
Після закінчення школи у серпні 1941 року Хана приєдналася до кібуцного руху у складі молодіжного руху Об'єднаний кібуц (ха-Кибуц ха-Меухад). 22 грудня 1941 року вона стала членом кібуцу Сдот Ям біля Кесарії, жила та працювала в ньому до 1943 року. В щоденнику вона описувала свої враження від знайомства з Палестиною і місцевими євреями, свою роботу у кібуці.
Вона була обурена перешкодами, які чинила британська адміністрація єврейським біженцям з Європи, не допускаючи їх у Палестину, і писала про масові протести єврейського населення проти цієї політики.
У 1942 році до Палестини почали доходити чутки про масові розправи з євреями в Європі. Турбуючись про матір, Хана писала їй, щоб вона якомога швидше поїхала у Палестину. 8 січня 1943 року Хана написала в своєму щоденнику:
|  | Мені раптом прийшла у голову думка, що я повинна повернутися в Угорщину і залишитися там, щоб допомогти організації «Аліят ха-Ноар» і привезти маму до Ізраїлю |

У лютому вона стала членом воєнізованої єврейської організації самооборони Хагана і подала заяву на зарахування добровольцем в якості члена у загін парашутистів, яких британська армія готувала до закидання в німецький тил в окупованій Європі. Ця операція була спільною справою Єврейського агентства і британського Управління спеціальних операцій. У червні Хана була викликана на співбесіду до Тель-Авіву. 12 червня вона була зарахована до складу допоміжної жіночої групи Повітряних сил Великої Британії і отримала конспіративний псевдонім Агарь. Восени 1943 року вона пройшла прискорені курси радистів в кібуці Рамат ха-Ковеш, потім курси парашутної підготовки та поводження з різними видами зброї. Після проходження навчання їй було присвоєно офіцерське звання.
Із 250-ти добровольців 110 пройшли навчання, 37 було відібрано для виконання завдання. Крім Хани, в цій групі були ще дві жінки — Хавіва Райк та Сара Браверман.
У січні 1944 року група виїхала на тренувальну базу британських ВВС у Єгипті. Один з тих, хто займався підготовкою парашутистів, Реувен Дафні, розповідав, що його вразив той факт, що до групи включена дівчина і що саме вона під час підготовки і згодом у Югославії переконувала всю групу в успіху їхньої місії. За його словами, британські та американські інструктори також були вражені присутністю Хани в команді, котра вирушає у німецький тил.
Брат Хани Гіора емігрував з Парижу до Палестини 2 лютого 1944 року, за день до її від'їзду на чергове тренування до Єгипту і незадовго до її відправки до Європи. Це була їхня остання зустріч.
11 березня 1944 року Сенеш вилетіла в Італію, звідки 13 березня разом з Реувеном Дафни, Йоной Розеном і Абой Бердичевим вона була направлена на парашутах в Югославію до партизанів Йосипа Броз Тіто. Після переходу кордону 9 червня 1944 року двоє євреїв вирушили на розвідку в угорське село і були схоплені жандармами, при цьому один із євреїв застрелився. Жителі села видали Сенеш і француза, які сховалися. Поліцейські знайшли навушники і радіопередавач.

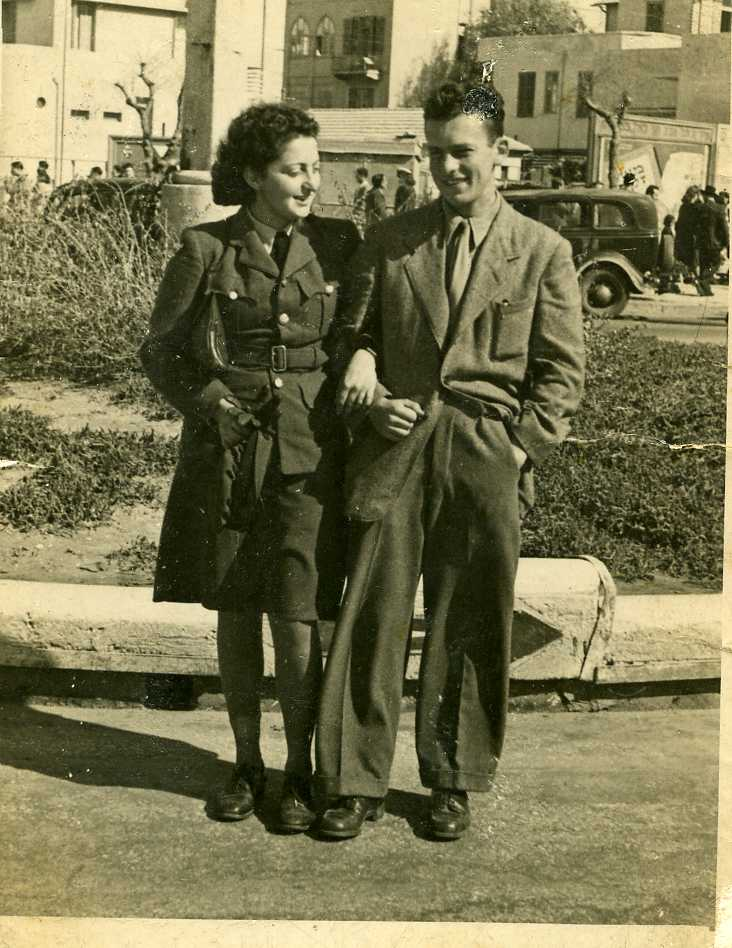
Хана та Гіора Сенеш, лютий 1944 року, Палестина

### У в'язниці
З в'язниці Сомбатхея Сенеш відправили до казарм Хадік у Будапешті, де знаходилася військова контррозвідка, а потім у військову в'язницю на бульварі Маргит. Там Сенеш піддали допитам і тортурам, вимагаючи розповісти про її завдання і видати код передавача. 17 червня слідчі зробили очну ставку Хани з її матір'ю Каталін, вимагаючи від останньої вплинути на дочку, щоб та співпрацювала із слідством. Того ж дня Каталін теж була заарештована, і її декілька місяців тримали в тій же в'язниці. 23 червня Каталін дізналася, що її дочка знаходиться поруч. Надалі мати і дочка змогли бачитися і спілкуватися. 11 вересня Хану перевели у в'язницю на вулиці Конті, а 13 вересня Каталін перевели з в'язниці в концтабір Киштарче на околиці Будапешта. У кінці вересня табір був ліквідований, і ув'язнених відпустили. 12 жовтня Каталін найняла адвоката Андора Селечені для допомоги Хані, захистом якої також займався адвокат Ендре Нанаї.
28 жовтня 1944 року відбувся суд, який звинуватив Хану в шпигунстві. Особливий трибунал при начальнику генерального штабу у складі військового юриста капітана Д'юлі Шимона і двох офіцерів без юридичної освіти засудив її до страти згідно із статтею 2 «Закону про національну оборону» від 1939 року.
7 листопада 1944 року заступник міністра оборони і заступник начальника генерального штабу генерал-полковник Ференц Фекетехалмі-Цейднер і начальник Особливого трибуналу при начальнику генерального штабу підполковник Ласло Д'юре у відсутності адвоката оголосили вирок, і Хана Сенеш того ж дня була розстріляна у внутрішньому дворі в'язниці.
У 1950 році останки Сенеш були перевезені в Ізраїль і перепоховані на горі Герцля в Єрусалимі. Лише у 1953 році Сенеш була реабілітована, а звання капітана угорської армії їй так і не дали.

## Творчість

Строки вірша «Благословенний сірник…» на івриті, що записані рукою Хани Сенеш.
Югославія, 2 травня 1944

Коли дівчинці було шість років, вона почала писати вірші. Одна з угорських газет Ханну назвали «великою надією угорської поезії». Коли майбутній поетці виповнилось тринадцять років, вона стала вести щоденник, в якому записувала свої вірші і роздуми про життя. Хана Сенеш читала класичну і сучасну літературу, і записувала в щоденнику свої враження. У 1940 році зʼявився її перший вірш на івриті. Її улюбленими авторами були: Стефан Цвейг, Федір Достоєвський, Лев Толстой, Томас Манн. Читала Хана і твори угорських письменників. Роздумувала про політику і долю євреїв. До квітня 1939 року Сенеш писала угорською, а потім стала писати івритом і надалі угорською. Хоч творчий період поетки був дуже коротким, її вірші були дуже популярними в Ізраїлі і стали частиною національного фольклору. На вірші Хани Сенеш Давидом Зеєві в 1945 році була написана пісня «Мій Бог, мій Бог».
В 1942 році Сенеш написала пʼєсу «Скрипка». Весною 1944 року в партизанському загоні в Югославії Сенеш познайомилася з єврейською дівчинкою, яка посивіла від пережитих нею подій. Цій дівчинці Хана присвятила вірш «Благословенний сірник…» (івр. אַשְׁרֵי הַגַּפְרוּר, «Ашрей ха-гафрур»), який став в Ізраїлі популярною піснею. У 1946 році була опублікована збірка «Хана Сенеш», що включає літературні твори поетки, у тому числі листи, щоденник і спогади про неї.

## Пам'ять

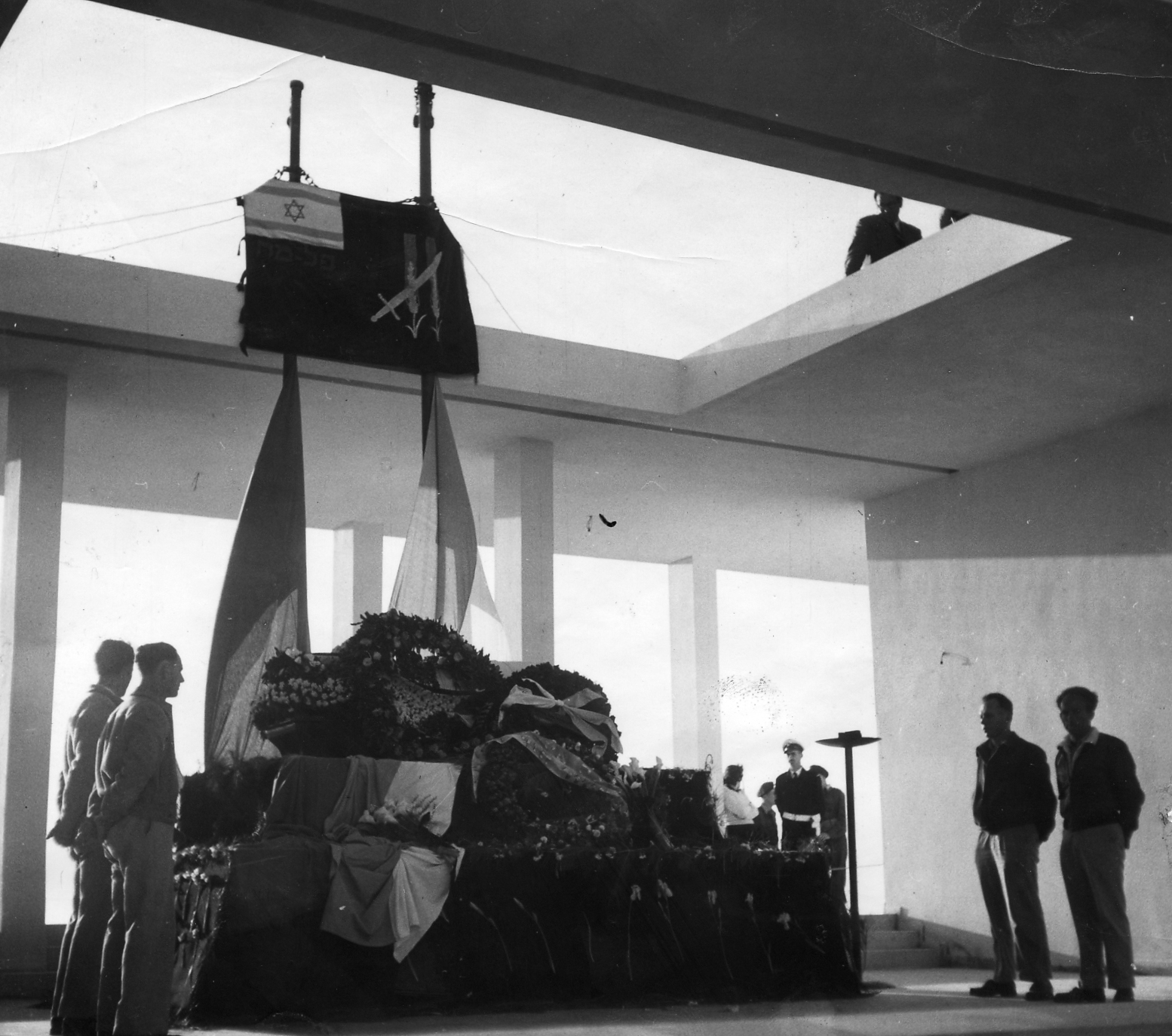
Церемонія перезаховання праха Хани Сенеш, 1950

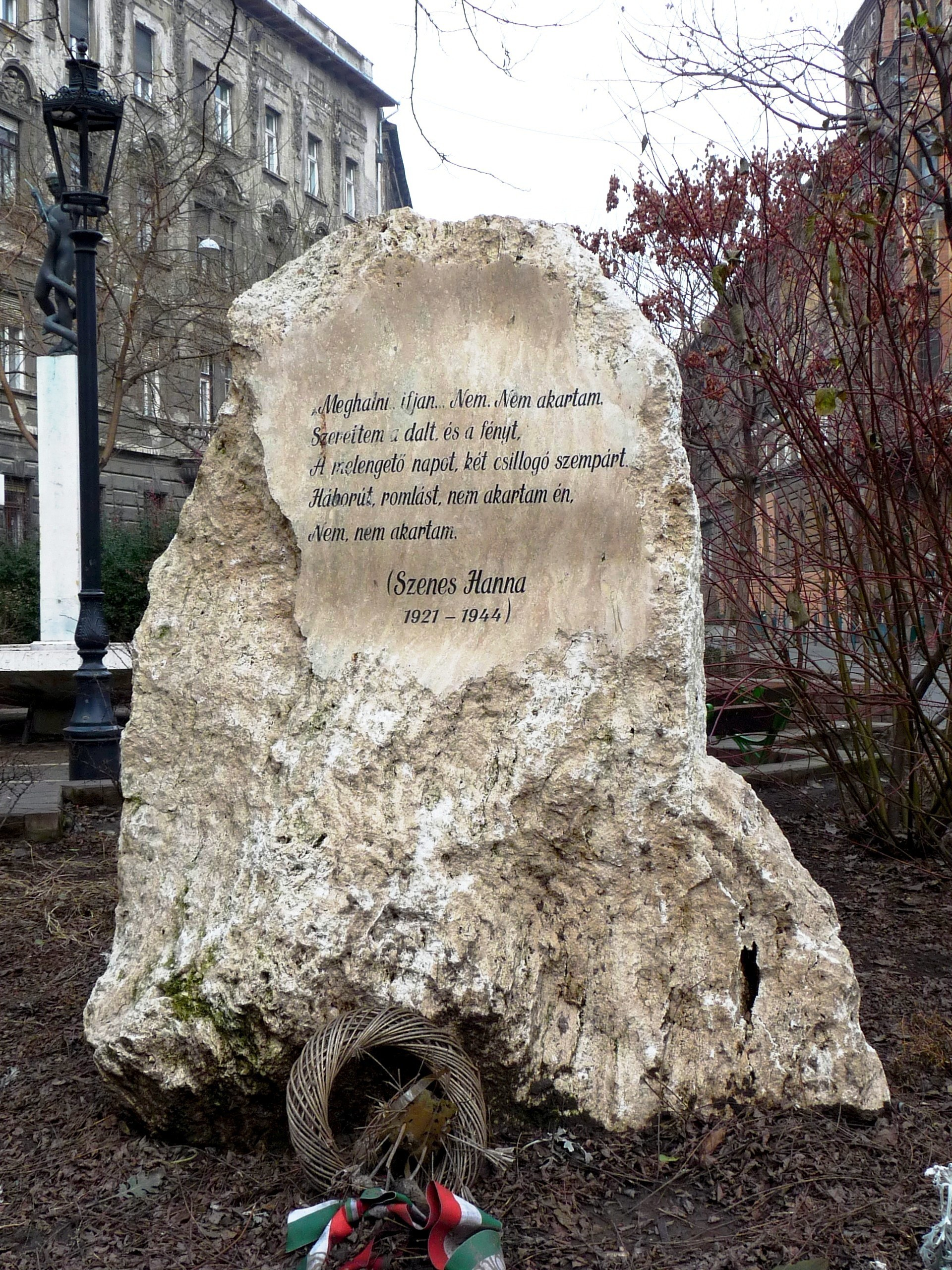
Меморіал у Будапешті

Хана Сенеш вважається національною героїнею Ізраїлю, іноді її називають «ізраїльською Жанною д'Арк». Іменем Хани Сенеш названий кібуцу поблизу Самарії, вулиці в ряді міст країни та інші об'єкти. До створення Держави Ізраїль її ім'я носив корабель, що поставляв до Палестини нелегальних єврейських біженців. Її саму і вірш «Елі, Елі» знає кожен ізраїльський школяр.
У 1950 році прах Хани Сенеш був перевезений в Ізраїль і з військовими почестями перепохований на горі Герцля в Єрусалимі. 7 листопада 2007, через 63 роки після загибелі пам'ятник Хані Сенеш з єврейського кладовища в Будапешті також був перевезений в Ізраїль. У церемонії встановлення пам'ятника в кібуці Сдот-Ям взяли участь племінники Хани Давид та Ейтан Сенеш, а також член уряду Ізраїлю Амі Аялон, чий дядько Йона Розен брав участь разом з Ханою в десантній операції в Європі.
У кібуці Сдот-Ям створений «Будинок-музей Хани Сенеш», він включений в національний культурно-історичний проект «Спадщина» і фінансується урядом Ізраїлю. Музей приймає 15 тисяч відвідувачів на рік. 13 жовтня 2010 року в Музеї єврейської спадщини в Нью-Йорку відкрилася експозиція, присвячена Хані Сенеш, на ній вперше представлені матеріали з її особистого архіву, який був переданий на зберігання музею її племінниками.
На батьківщині Хани Сенеш в Будапешті в її честь названа середня школа і парк (угор. Szenes Hanna Park), в якому встановлений пам'ятник. Ім'я Хани Сенеш носить також приватна єврейська школа в Брукліні (Нью-Йорк).
2—4 вересня 2010 року в Будапешті відбулися спільні показові виступи ізраїльських і угорських парашутистів в пам'ять про Хану Сенеш. В урочистому прийомі з цієї нагоди взяв участь двоюрідний брат Хани, письменник і композитор Іван Сенеш.
Подвиг Хани Сенеш вже після створення держави Ізраїль увійшов в шкільні програми, причому не тільки в країні. Белетризована біографія Хани Сенеш для дітей була написана на івриті Аароном Мегедом в 1957 році (призначений для єврейських шкіл Канади переклад на їдиш було опубліковано у Монреалі в 1969 і 1972 роках). Аналогічні публікації були зроблені в рамках світських програм шкільного навчання на ідиші та в інших шкільних системах єврейської діаспори, наприклад, в Аргентині (1948), США (1954) та Мексиці (1960). Біографія Хани Сенеш пізніше була рекомендована для загальноосвітніх програм у державних школах США і видана з цією метою в серії бібліотеки школяра.